# Solamen leanum
Solamen leanum är en musselart som först beskrevs av Dall 1897.  Solamen leanum ingår i släktet Solamen och familjen blåmusslor. Inga underarter finns listade i Catalogue of Life.